# Isolation (album)
Pour les articles homonymes, voir Isolation.
Albums de Toto
Toto IV
(1982) Fahrenheit
(1986)
Isolation est le cinquième album studio du groupe Toto, sorti en 1984.
Cet album est enregistré deux ans après le fameux Toto IV, un des disques les plus vendus du groupe durant sa carrière. Un nouveau membre arrive alors au chant pour l'enregistrement, Fergie Frederiksen, puis quitte le groupe un an plus tard. Il sera remplacé par Joseph Williams. Un nouveau bassiste arrive également au sein de la bande, remplaçant David Hungate : Mike Porcaro, le frère de Steve et Jeff Porcaro.
L'album est orienté rock et se compose de dix titres dont les singles Holyanna et Stranger in Town. Isolation, n'aura pas le même succès que son prédécesseur.

## Titres
| No  | Titre            | Auteur                                                 | Durée |
| --- | ---------------- | ------------------------------------------------------ | ----- |
| 1.  | Carmen           | David Paich, Jeff Porcaro                              | 3:25  |
| 2.  | Lion             | Bobby Kimball, Paich                                   | 4:46  |
| 3.  | Stranger in Town | Paich, J. Porcaro                                      | 4:47  |
| 4.  | Angel Don't Cry  | Fergie Frederiksen, Paich                              | 4:21  |
| 5.  | How Does It Feel | Steve Lukather                                         | 3:50  |
| 6.  | Endless          | Paich                                                  | 3:40  |
| 7.  | Isolation        | Frederiksen, Lukather, Paich                           | 4:04  |
| 8.  | Mr. Friendly     | Frederiksen, Lukather, Paich, J. Porcaro, Mike Porcaro | 4:22  |
| 9.  | Change of Heart  | Frederiksen, Paich                                     | 4:08  |
| 10. | Holyanna         | Paich, J. Porcaro                                      | 4:19  |

## Musiciens
- Steve Lukather : guitares, chant
- David Paich : claviers, chant
- Fergie Frederiksen : chant
- Jeff Porcaro : batterie, percussions
- Steve Porcaro : claviers, chant
- Mike Porcaro : basse